# Combate de Sopachuy
El combate de Sopachuy fue un enfrentamiento armado ocurrido el 12 de junio de 1817 en el pueblo de Sopachuy, punto distante a 120 kilómetros de la ciudad de La Plata (hoy Sucre), entre una división del Ejército del Norte de las Provincias Unidas del Río de la Plata, comandada por el teniente coronel Gregorio Aráoz de Lamadrid y una realista española al mando del coronel José Santos de la Hera.

## Antecedentes
Luego de vencer a la guarnición realista de Tarija al mando del coronel Mateo Ramírez, el comandante Lamadrid dirigió sus fuerzas aumentadas con las guerrillas altoperuanas a Chuquisaca, con el propósito de tomarla. Dicha ciudad fue atacada el 20 de mayo, pero el ejército patriota fue rechazado y hubo de levantar el sitio y retirarse al sureste siendo perseguido por la división realista del brigadier Diego O'Reilly. En la localidad de Sopachuy Lamadrid estableció su campamento contando con 900 hombres y 2 cañones para su defensa, sin embargo el 14 de junio fue repentinamente atacado por una columna realista.

## El combate
Las fuerzas atacantes, dirigidas por el coronel La Hera y su segundo Baldomero Espartero, y constituidas por el batallón del Centro y un escuadrón de caballería con un total de 300 hombres, habían adelantándose al resto de su división y marchado por el flanco derecho de la columna patriota, con el propósito de envolverle. Sorprendido por las repentinas descargas de las tropas realistas Lamadrid apenas si tuvo tiempo de organizar la resistencia pues sus hombres fueron rápidamente batidos y puestos en dispersión.
En su huida los patriotas abandonaron sus cañones, bagajes e incluso los prisioneros que habían capturado en los encuentros anteriores; los realistas capturaron además el estandarte de los húsares de Tucumán, 500 caballos y 100 prisioneros, quedando muertos en el campo cerca de 300 soldados patriotas. En la persecución que siguió se distinguieron el mayor Ravelo y el capitán Lorenzo Lugones quienes con las guerrillas a su mando lograron impedir que el resto de la fuerza patriota fuera totalmente destruida; del lado realista combatió con distinción el comandante Baldomero Espartero.

## Consecuencias
En los días siguientes al combate el brigadier Mariano Ricafort reconquistó Tarija para los realistas el 11 de julio de 1817. Lamadrid con su ejército consiguió regresar a Tucumán. Esta sería la última vez que el Ejército del Norte intentaría avanzar sobre el Alto Perú que permanecería bajo control realista hasta después de la misma Batalla de Ayacucho.  Las partidas guerrilleras altoperuanas que se habían levantado en apoyo de las fuerzas patriotas serían sucesivamente combatidas y destruidas en su mayor parte.